# Бенедикт Къмбърбач
Бенедѝкт Тѝмъти Кàрлтън Къ̀мбърбач, CBE (на английски: Benedict Timothy Carlton Cumberbatch) е английски актьор, известен с работата си в театъра, киното, радиото и телевизията. Сред ролите, с които е оставил най-голямо впечатление, са олицетворенията на Стивън Хокинг в драмата Hawking (2004), Виктор Франкенщайн и неговото същество в театралната продукция Frankenstein (2011) на Дани Бойл, детектива Шерлок Холмс в телевизионния сериал „Шерлок“, злодея Кан в „Пропадане в мрака“ (2013), както и превъплъщаването му в дракона Смог и Некроманта в трилогията „Хобит“ на Питър Джаксън.
Носител е на наградата за театрално изкуство „Оливър“ и е номиниран четири пъти за наградата БАФТА на Британска академия за филмово и телевизионно изкуство, два пъти за наградите „Еми“ и един път за „Златен глобус“. През ноември 2013 г. БАФТА Лос Анджелис му връчва наградата „Британия“ за най-добър британски актьор на годината за майсторските му изпълнения на театралната сцена, в киното и на телевизионния екран.
Бенедикт Къмбърбач е Командор на Ордена на Британската империя от 2015 г. заради приноса му към сценичните изкуства и благотворителността. 
Изестен е и като далечен роднина на кралете Едуард III, Ричард III и на писателя Артър Конан Дойл. 

## Ранни години и образование
Къмбърбач е роден на 19 юли 1976 г. в Лондон в семейството на актьорите Тимъти Карлтън и Уанда Вентъм. Завършва средното си образование в престижното частно училище Хароу. Именно там той прави първите си роли в училищни пиеси. Учителят на Къмбърбач по драматургия, Мартин Тайръл, заявява, че той е най-добрият училищен актьор, с когото е работил в своя живот. По време на обучението си се занимава с ръгби и рисуване. През свободната си година преди да следва в университет заминава в Тибет, където преподава английски в манастир. След завръщането си изучава драма в Университета Манчестър и в LAMDA (Лондонска академия за музикално и драматично изкуство). Първоначално смята да изучава право в университета, но след това променя решението си.

## Кариера

### Театър
От самото начало на своята кариера до днешни дни Бенедикт Къмбърбач неотменно присъства в сценични постановки. Една от първите му роли е превъплъщаването му в женския образ Титания, Кралицата на феите, в Шекспировата постановка Сън в лятна нощ (на английски: A Midsummer Night's Dream). По това време Къмбърбач е само на 13 г. През 2011 г. е съавтор на прецедент в британската история на театъра, след като печели наградата на The Evening Standard за най-добър актьор в главна роля заедно с Джони Лий Милър за пиесата „Франкенщайн“, режисирана от Дани Бойл. Всяка вечер Къмбърбач и Милър разменят помежду си ролите на Чудовището и Виктор Франкенщайн. През април 2012 г. дуото печели и Приз Лоурънс Оливие.

### Телевизия
Къмбърбач печели главната роля в биографичния филм „Хокинг“, която той определя като голямо предизвикателство. На няколко пъти се среща с именития учен Стивън Хокинг, за да обсъдят проекта. Ролята му е високо оценена – получава номинация за TV БАФТА за най-добър актьор през 2004 г. Също така Бенедикт озвучава учения в няколко научнопопулярни филма на Дискавъри Ченъл.
През 2010 г. Къмбърбач за пръв път се превъплъщава в един от най-обичаните британски персонажи – Шерлок Холмс. Сериалът на BBC „Шерлок“ привлича огромен интерес към Бенедикт. В ролята на доктор Уотсън е Мартин Фрийман, с когото той става добър приятел. И двамата са номинирани за TV БАФТА, но само Мартин печели. В началото на 2012 г. е излъчен вторият сезон, предвижда се и трети, но не е уточнено кога ще започнат снимките, поради натоварения график на двамата актьори. По-късно през същата година Къмбърбач и Фрийман са номинирани за наградите „Еми“, както и за TV БАФТА.
През 2012 г. Къмбърбач си партнира с Ребека Хол в минисериала Parade's End по романите на Форд Мадокс Форд.

### Кино
Първите си стъпки в голямото кино Къмбърбач прави през 2006 г. с драмата „Изумителна благодат“ и комедията за живота на студентите в Бристъл Starter for 10. Следват роли в „Изкупление“ и „Другата Болейн“. 2011 г. е изключително успешна за актьора, като той бележи голям успех в Холивуд средите в резултат на участието си в два от най-високо оценените филма за годината: номинирания за 4 награди „Оскар“ „Дама, поп, асо, шпионин“ и „Боен кон“ с 6 номинации „Оскар“.
Бенедикт озвучава дракона Смог и Некроманта в трилогията „Хобит“, която е прикуъл към „Властелинът на пръстените“. Любопитен факт е, че главната роля на Билбо Бегинс е поверена на Мартин Фрийман, който играе рамо до рамо с Къмбърбач в „Шерлок“.
Очаква се актьорът да бъде в ролята на злодея в продължението на „Стар Трек“ на Джей Джей Ейбрамс, както и да се изправи срещу Даниел Крейг в легендарната поредица за Агент 007 през 2014 г.
През 2014 г. Бенедикт Къмбърбач играе брилянтния математик Алън Тюринг във филма „Игра на кодове“ (The Imitation Game) заедно с Кийра Найтли (Джоун Кларк).
През 2016 г. Къмбърбач се въплъщава в героя на Maрвeл – доктор Стивън Стрейндж във филма „Доктор Стрейндж“ (Doctor Strange) заедно с Рейчъл Макадамс. Играе същата роля в „Тор: Рагнарок“ (Thor: Ragnarök) (2017) и „Отмъстителите: Безкрайната война“ част 1 и 2 (Avengers: Infinity War part I & II).
През 2019 г. Къмбърбач може да бъде видян в драмата „1917“, а в началото на 2021 г. в драмата „Мавританецът“. През 2021 г. излиза биографичният филм „Котешките светове на Луис Уейн“, с участието на Бенедикт в ролята на английския художник Луис Уейн. Главната роля на Къмбърбач в „Силата на кучето“ е приветствана от критиците, спечелвайки му няколко престижни номинации. 
През 2022 г. Къмбърбач се присъединява към актьорския състав на „Книгата на Кларънс“, базиран на библейска история.

### Радио
Къмбърбач има многобройни участия в пиеси, записани за Би Би Си Радио 4. Най-известната му работа в радиото е свързана с комедийната поредица „Налягане в кабината“ (Cabin Pressure), която разказва за приключенията на един смахнат екипаж на самолет.

### Други
Участва в кратък филм, който е излъчен преди началото на официалното откриване на Летните олимпийски игри в Лондон. Често озвучава реклами, като е и рекламно лице на Ягуар.

## Личен живот
Бенедикт Къмбърбач се среща с актрисата Оливия Пуле повече от 12 години . Те се разделят през януари 2011 г. . Няколко месеца актьорът се среща с дизайнерката Анна Джонс, с която се разделя през 2011 г. . През 2013 г. той се среща с руски модел, Екатерина Елизарова .
В интервю за списанието „Холивуд Рипортър“ през октомври 2013 г., Къмбърбач казва за личния си живот: „Живея в Лондон, сам, нямам деца. Надявам се, че ще бъдат и в бъдеще, но сега работя много и прекарвам свободното си време с приятели...“. 
На 5 ноември 2014 г. родителите на Бенедикт съобщават във вестник „Таймс“ , че синът им е сгоден за оперната режисьорка Софи Хънтър, с която е излизал около година. На 14 февруари 2015 г. в Деня на свети Валентин той сключва брак с нея в малката църква „Св. Петър и Павел“ в Моттистоун на английския остров Уайт.  Софи и Бенедикт имат трима сина: Кристофър Карлтон Къмбърбач (род. 01.06.2015), Хел Оден Къмбърбач (род. 03.03.2017) и Финн Къмбърбач (род. 11.10.2019).
По време на престоя си в южноафриканската провинция Квазулу-Натал през 2005 г., Къмбърбач и двама негови приятели са отвлечени от група въоръжени местни престъпници. Той е бил изваден от автомобила си, крайниците му са завързани и е вкаран в багажника на колата. Впоследствие техните похитители ги водят в безлюден район, след което ги освобождават, без да дават каквито и да било обяснения. След инцидента Къмбърбач споделя: „Това ме научи, че идваш на този свят по същия начин, по който си отиваш от него – без помощ от никого. Случката ме накара да искам да живея по начин, който да не бъде обикновен и клиширан.“
Обича екстремните спортове като скачане с парашут и гмуркане, както и карането на високоскоростни мотори. По време на снимките на „Дама, поп, асо, шпионин“ (на английски: Tinker Tailor Soldier Spy) става близък приятел с актьора Гари Олдман, с когото си партнират във филма. Известен е с това, че дарява голяма част от рисунките и скиците, които е правил, за благотворителност.
След като актьорът изиграва ролята на Ричард III в сериала „Кухата корона“ на телевизия Би Би Си, през 2015 г. изследване с ДНК установява, че той е далечен роднина на краля. През следващата година аналогични родствени връзки се откриват и при друга негова роля – на детектива Шерлок Холмс от сериала „Шерлок“. Заради увлечението си по сериала експерти се заемат по собствено желание и установяват, че Къмбърбач и създателят на романа сър Артър Конан Дойл са далечни 16-и братовчеди. Свързва ги Джон Гонт, първи херцог на Ланкастър и син на крал Едуард III. Той е  17-и прадядо на Къмбърбач и 15-и прадядо на Дойл. 

## Избрана филмография
- „Изкупление“ („Atonement“, 2007)
- „Другата Болейн“ („The Other Boleyn Girl“, 2008)
- „Шерлок“ („Sherlock“, 2010 – 2017)
- „Дама, поп, асо, шпионин“ („Tinker Tailor Soldier Spy“, 2011)
- „Боен кон“ („War Horse“, 2011)
- „Хобит: Неочаквано пътешествие“ („The Hobbit: An Unexpected Journey“, 2012)
- „Пропадане в мрака“ („Star Trek Into Darkness“, 2013)
- „12 години в робство“ („12 Years a Slave“, 2013)
- „Петата власт“ („The Fifth Estate“, 2013)
- „У дома през август“ („August: Osage County“, 2013)
- „Хобит: Пущинакът на Смог“ („The Hobbit: The Desolation of Smaug“, 2013)
- „Игра на кодове“ („The Imitation Game“, 2014)
- „Хобит: Битката на петте армии“ („The Hobbit: The Battle of the Five Armies“, 2014)
- „Черна служба“ („Black Mass“, 2015)
- „Доктор Стрейндж“ („Doctor Strange“, 2016)
- „Война за светлина" („The Current War“, 2017)
- „Дете във времето" („The Child in Time“, 2017)
- „Тор: Рагнарок“ („Thor: Ragnarök", 2017)
- „Отмъстителите: Война без край" („Avengers: Infinity War", 2018)
- „Силата на кучето" („The Power of the Dog", 2021) като Фил Бърбанк
- „Доктор стрейндж в мултивселената на лудостта“ (Doctor Strange in the Multiverse of Madness)